# Stagecoach (1966)
Stagecoach is een Amerikaanse western in Cinemascope uit 1966 onder regie van Gordon Douglas. De film is een remake van de gelijknamige film uit 1939 en werd destijds in Nederland onder de titel Postkoets naar Cheyenne uitgebracht.

## Verhaal
Een gemêleerd gezelschap moet anno 1880 met de postkoets naar Cheyenne in het wilde westen. Onder hen is de prostituee Dallas die vanwege vechtpartijen onder klanten omwille haar affectie uit haar boordeel wordt verjaagd; de komisch-cynische dokter Boone, die in de meest benarde omstandigheden de whiskey door het keelgat laat glijden; de ruwe bolster-sheriff Curly met zijn gevangene Ringo aan wie het gehele gezelschap veel dank verschuldigd is vanwege zijn bekwaamheid met wapens; en de gevreesde moordenaar Plummer die zijn sadistische trekjes bot viert. Het belooft een gevaarlijke reis te worden, omdat men stukken gebied bewoond door bloeddorstige indianen moet doorkruisen. Onderweg wordt men inderdaad bedreigd door deze indianen. Daarnaast zijn er botsingen tussen de reizigers onderling. Aan het slot mag Ringo als vrij man Dallas in de armen sluiten.

## Rolverdeling
| Acteur                 | Personage            | Beschrijving                   |
| ---------------------- | -------------------- | ------------------------------ |
| Ann-Margret            | Dallas               | de prostituee                  |
| Red Buttons            | Mr. Peacock          | de drankhandelaar              |
| Mike Connors           | Hatfield             | de beroepsgokker               |
| Alex Cord              |                      | The Ringo Kid                  |
| Bing Crosby            | Josiah Boone         | de dronken dokter              |
| Bob Cummings           | Henry Gatewood       | de oplichter                   |
| Van Heflin             | Curley Wilcox        | de maarschalk                  |
| Slim Pickens           | Buck                 | de koetsier                    |
| Stefanie Powers        | Mevrouw Lucy Mallory | de hoogzwangere officiersvrouw |
| Keenan Wynn            | Luke Plummer         | de moordenaar                  |
| Brad Weston            | Matt Plummer         |                                |
| Joseph Hoover          | Blanchard            | Lieutenant                     |
| John Gabriel           | Jim Mallory          | Captain                        |
| Oliver McGowan         | Mr. Haines           |                                |
| David Humphreys Miller | Billy Pickett        |                                |

## Productie
De remake kwam naar aanleiding van producent Martin Rackin van de grond, die van mening was dat de originele versie uit 1939 te gedateerd was en het jonge publiek van de jaren '60 niet aansprak. Hij verkocht het idee aan Darryl F. Zanuck, studiobaas van 20th Century Fox.

## Ontvangst
De reacties van de Nederlandse pers waren overwegend positief; er werd vooral met bewondering voor de actiescènes tussen de cowboys en indianen geschreven. Zo schreef recensent van De Waarheid: "Een zo sterke rolbezetting garandeert natuurlijk rake typeringen, daarnaast vele warm menselijke kneepjes, niet overdreven natuurlijk, knap camerawerk bij de op hol geslagen 6 paardenkrachten van de koets en dat maakt van [de film] een western die uitsteekt boven het gebruikelijke werk in dit genre." Criticus van Het Parool vulde aan: "De film [bevat] magistrale beelden, als indianen de koets aanvallen en het zesspan paarden de koets in sensationele vaart voortsleurt, terwijl vanaf het dak een hevig vuurgevecht wordt geleverd. Ongelukken blijven hierbij natuurlijk niet uit. Een van de vele goede rollen wordt gespeeld door Bing Crosby." Recensent van Het Vrije Volk noemde het "een levendig filmpje met bekwaam spel van Ann-Margret en Bing Crosby".
Niet alle critici waren echter positief gestemd. Recensent van De Tijd omschreef de remake als teleurstellend vanwege "de moeilijkheid om het oorspronkelijke gegeven aan andere tijdsomstandigheden en de mentaliteit van het ogenblik aan te passen. [..] Doordat de karaktertyperingen aan de oppervlakte blijven en het onderlinge gekrakeel weinig indruk maakt, gaat een deel van de spanning teloor. Dankzij de bekwaamheid van de cameraman William H. Clothier blijven er nog een paar spectaculaire episodes te genieten, al moet daarbij worden aangetekend dat de uitvoerig gedemonstreerde ruwheid de smakeloosheid bedenkelijk nadert. Wie daaromheen stapt, kan aan de activiteiten van Van Heflin, Bing Crosby en de andere oudgedienden wel genoegen beleven."